# Cmentarz żydowski w Starym Samborze
Cmentarz żydowski w Starym Samborze – został założony przypuszczalnie w XIX wieku. Obecnie zachowało się około 300 nagrobków. Jest położony w południowej części miejscowości na zachód od drogi prowadzącej do Terszowa. Cmentarz jest otoczony murem.